# Tự do trên thế giới (báo cáo thường niên của Freedom House)

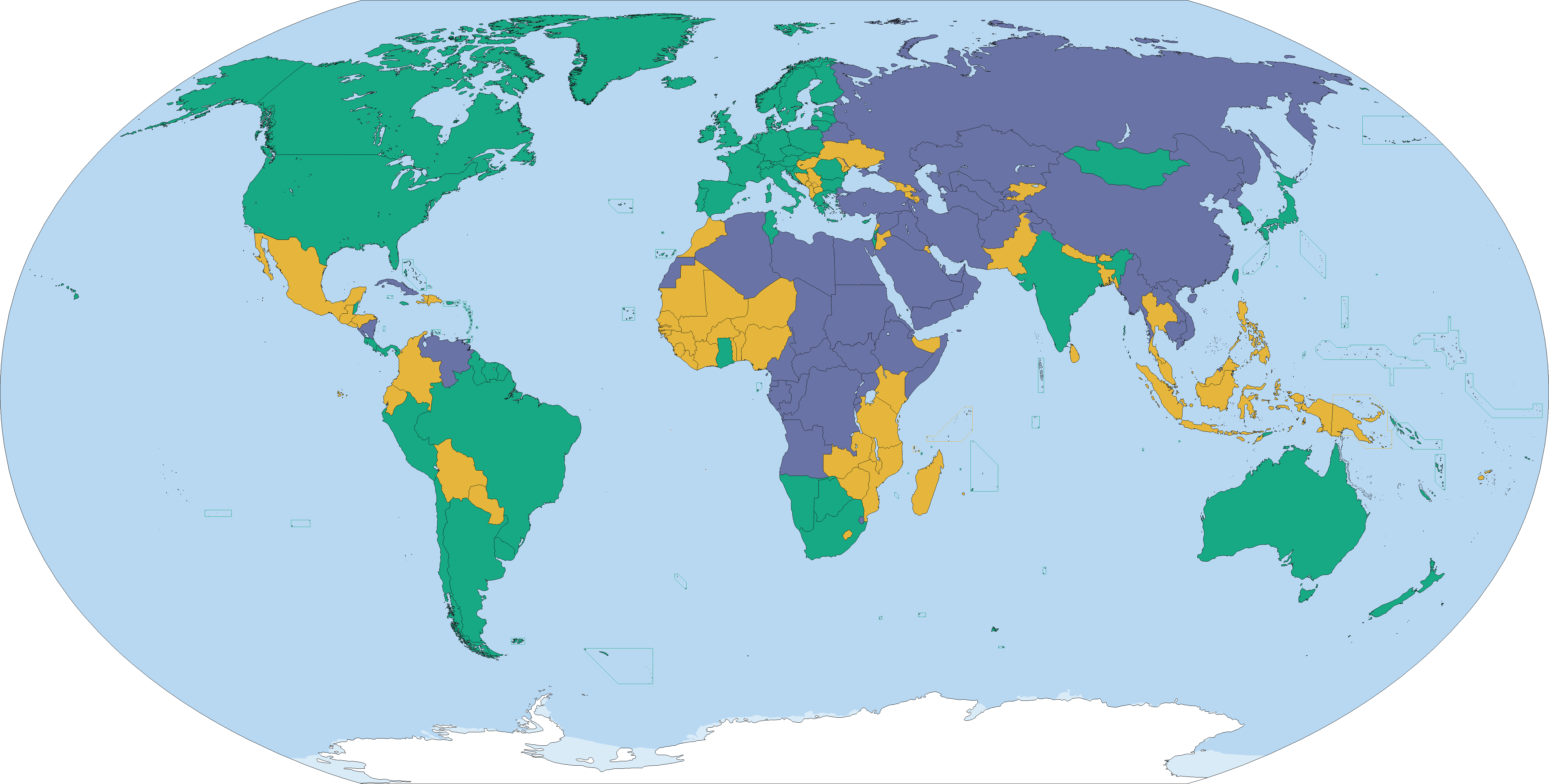
Phân loại các quốc gia theo cuộc khảo sát về Tự do trên Thế giới năm 2020 của Freedom House, liên quan đến tình trạng tự do trên thế giới vào năm 2019.
Tự do
Một phần tự do
Không tự do

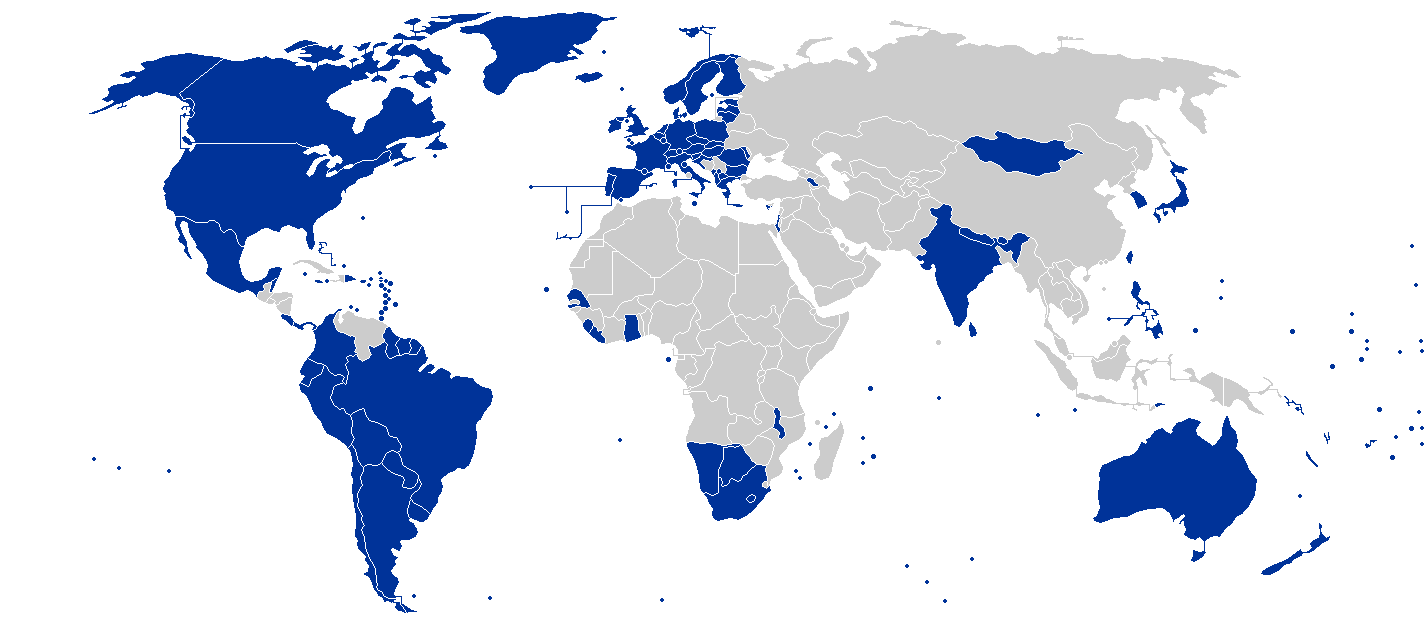
Các quốc gia được cho là " nền dân chủ bầu cử " trong cuộc khảo sát Tự do của Freedom House trong Thế giới 2020, bao gồm năm 2019.

Tự do trên thế giới là một cuộc khảo sát cho ra báo cáo hàng năm của Freedom House, một tổ chức phi chính phủ có trụ sở ở Mỹ  và một phần do chính phủ Mỹ tài trợ.  Cuộc khảo sát này đo mức độ tự do dân sự và các quyền chính trị trong mỗi quốc gia và các vùng lãnh thổ liên quan cũng như các lãnh thổ đang có tranh chấp trên thế giới.